# Lavipharm
Die Lavipharm S.A. ist ein börsennotiertes griechisches Unternehmen der Chemie- und Pharmaindustrie mit Sitz in Peania in Attika. Zu den Produkten gehören Arzneimittel und Kosmetika.
Lavipharm wurde 1911 gegründet und ist heute das größte Unternehmen der Pharmaindustrie in Griechenland. Das bekannteste Produkt des Unternehmens ist die Kopfschmerztablette Algon, die in Griechenland mit Aspirin konkurriert und auch auf weiteren Märkten (vornehmlich Südosteuropas) angeboten wird.